# Piccola peste s'innamora
Piccola peste s'innamora (Problem Child 3: Junior in Love) è un film per la televisione del 1995 diretto da Greg Beeman.
È il sequel di Piccola peste torna a far danni, ed è il terzo e ultimo capitolo della trilogia.

## Trama
Junior Healy sta entrando nella fase adolescenziale, senza perdere la sua passione per gli scherzi. Ben, padre del ragazzino, decide allora di rivolgersi a una psicologa, Sarah, per gestire il figlio, assolutamente contrario all'idea di andare da una "strizza-cervelli".
Sarah suggerisce a Ben di iscrivere Junior ad attività collettive, in modo da trovare un passatempo in cui il piccolo possa incanalare tutta la propria energia. Junior viene quindi iscritto a un corso di ballo. Inizialmente contrariato, si ricrede dopo aver incontrato Tiffany, una ragazzina molto attraente che lo conquista al primo sguardo. Junior prova diversi approcci con lei, cercando di sembrare interessante ai suoi occhi, ma l'emozione e l'imbarazzo gli faranno dire cose sbagliate. Scopre inoltre che la ragazzina è già contesa da altri tre alunni del corso: il boyscout Duke Phlim, la piccola star Corky McCullum (prediletto dell'arcigna insegnante di ballo Lila Duvane) e il giocatore di hockey Blade.
Per cercare di imporsi sui suoi rivali, Junior entra allora negli scout, guidati dal viscido e tirannico capo Eugene Phlim, padre di Duke ed ex compagno di Sarah, della quale Ben si è nel frattempo invaghito e nella squadra di hockey. Viene però inizialmente umiliato e messo in imbarazzo davanti a tutti, compresa Tiffany. Nel frattempo, viene anche costretto dal dentista Igor Peabody (che ha di nuovo cambiato mestiere ed è desideroso di vendicarsi) a portare l'apparecchio. Alla fine però Junior riesce a vendicarsi dalle ingiustizie: Igor Peabody e la sua assistente Kiki vengono legati e imbavagliati con apparecchi nello studio dentistico, mentre Blade finisce in ospedale con una maschera da hockey incollata alla faccia, e Corky cade in rovina durante la recita di fine corso. Infine, Junior e suo padre sfidano Duke e suo padre Eugene Philm ad una gara di abilità. Grazie alle numerose trappole piazzate da Junior, vincono la gara, mentre i due rivali vengono trascinati via da una canoa legata a un pickup a tutta velocità.
Liberatosi dai suoi avversari, Junior trova il coraggio di dichiararsi a Tiffany, ma scopre che al di là dell’apparenza angelica è una ragazzina altezzosa, snob e piena di sé. Junior gioca quindi anche a lei uno scherzo, strappandole il vestito della gara di ballo sotto gli occhi dei partecipanti. Subito dopo però conosce un'altra ragazzina con un costume da strega, che porta l'apparecchio come lui, con la quale si scambia uno sguardo di intesa, mentre Ben e Sarah si fidanzano.

## Edizioni italiane
Esistono due edizioni italiane del film; una doppiata a Milano (adattamento dialoghi di Gabriella Fantini, direzione del doppiaggio di Bruno Slaviero), in cui Junior ha la voce di Emanuela Pacotto e Little Ben quella di Giorgio Bonino.
L'altra, usata nelle trasmissioni di Italia 1, doppiata a Roma, in cui Junior ha la voce di Stefano De Filippis e Ben quella di Fabrizio Pucci.
Questo terzo capitolo televisivo è stato pubblicato in Italia in DVD in un box insieme ai due film precedenti.